# Anigrus muiri
Anigrus muiri är en insektsart som först beskrevs av Ernst Evald Bergroth 1920.  Anigrus muiri ingår i släktet Anigrus och familjen Meenoplidae. Inga underarter finns listade i Catalogue of Life.